# Belinchón
Belinchón é um município da Espanha, na província de Cuenca, comunidade autônoma de Castela-Mancha. Tem 79,73 km² de área e em 2021 tinha 369 habitantes (densidade: 4,6 hab./km²). Limita com os municípios de Estremera, Barajas de Melo, Huelves, Tarancón, Fuentidueña de Tajo e Zarza de Tajo.